# Луч (платформа)
Луч — остановочный пункт Курского направления Московской железной дороги в городском округе Чехов Московской области.
Состоит из двух боковых платформ, соединённых между собой настилом. На платформе в сторону Москвы-Курской расположено здание бывшей билетной кассы, закрытой в середине 1990-х годов из-за нерентабельности.
Близ платформы — одноимённый посёлок. В 3 км от платформы — геодезический полигон МИИГАиК. В двух километрах от платформы находится деревня Красные Орлы.